# Cyclosa saismarka
Cyclosa saismarka är en spindelart som beskrevs av Alberto Barrion och James A. Litsinger 1995. Cyclosa saismarka ingår i släktet Cyclosa och familjen hjulspindlar. Inga underarter finns listade i Catalogue of Life.